# Șeveruire
Șeveruirea (engl.: shaving, rusă: шевингование) este o operație de netezire prin așchiere a flancurilor dinților de la roțile dințate, cu o sculă așchietoare numită șever, realizată înainte de călire, aplicată la roți dințate cilindrice cu dinți drepți sau înclinați. Acest procedeu a fost creat în SUA , în l. engleză fiind denumit shaving. Se utilizează la roți dințate cu angrenare exterioară sau interioară, după frezarea danturii sau mortezarea danturii. Duritatea roții dințate supuse șeveruirii nu trebuie să depășească HRC 33 (duritate Rockwell pe scara C).

## Principiul
Șeverul (scula pentru șeveruire) este o roată dințată la care pe flancurile dinților sunt executate canale transversale ale căror margini formează muchiile așchietoare. Se folosesc și șevere-cremalieră cu dinți înclinați sau șever șurub melc. Pentru uzinarea unei roți dințate cu dinți drepți, șeverul trebuie să aibă dinți înclinați iar la o roată cu dinți înclinați șeverul are dinți drepți. În acest fel, șeverul și roata de prelucrat, aflate în angrenare, formează un  angrenaj încrucișat (elicoidal). La șeverele-disc încrucișarea axelor celor două elemente este sub un unghi de 5o - 15o sau după alte date, 10 - 20o. Așchierea are loc în urma alunecării relative a dinților sculei și roții de prelucrat care angrenează în poziția înclinată a celor două axe. Ca urmare a apăsării șeverului pe roata dințată de prelucrat și a alunecării relative a dinților, muchiile așchietoare ale dinților șeverului se deplasează pe suprafețele dinților roții și detașează așchii foarte fine (are loc o răzuire).

## Cinematica șeveruirii
Șeverul primește o mișcare de rotație de la un mecanism de acționare, iar roata dințată aflată în angrenare fără joc, cu șeverul, este antrenată în rotație de acesta. Roata dințată supusă șeveruirii este susținută liber, fiind montată pe un dorn între vârfurile a două păpuși. Mișcarea de alunecare relativă între flancurile dinților sculei și piesei, în direcție longitudinală (mișcare de avans longitudinal) asigură finisarea dinților pe întreaga lățime a roții dințate.
Există  mai multe procedee de șeveruire: șeveruire paralelă, diagonală și tangențială, care se deosebesc prin direcția avansului și prin construcția șeverului. La șeveruirea paralelă, roata dințată de prelucrat efectuează mișcări rectilinii-alternative paralele cu axa sa (pe direcție axială) și la sfârșitul fiecărei inversări a cursei se deplasaează vertical (în trepte) spre șever. Ultimele curse rectilinii-alternative se efectuează fără avans radial (curse de calibrare). Lățimea șeverului nu depinde de lățimea coroanei dințate, astfel încât în acest procedeu se pot șeverui roți cu orice lățime. La șeveruirea diagonală roata dințată efectuează mișcări rectilinii-alternative sub un unghi față de axa sa. Datorită acestui fapt, lungimea cursei mișcării rectilinii-alternative este mai mică decât lățimea coroanei dințate a roții. Avantajul acestui procedeu în comparație cu șeveruirea paralelă este că cursa de avans este mai scurtă. Simultan cu cursa de avans, punctul de contact între dinții roții și ai șeverului se deplasează în lungul dinților șeverului și ca urmare are loc o uzură uniformă a șeverului. Lățimea coroanei dințate este mai mare decât lățimea șeverului. Unghiul diagonalei este de 35-40o. La șeveruirea tangențială mișcarea de avans longitudinal lipsește, există numai avansul pe direcție perpendiculară (tangențială) pe axa roții dințate. Lățimea șeverului este mai mare decât lățimea coroanei dințate. Acest procedeu se folosește, de obicei, pentru șeveruirea roților dințate înguste. Șeveruirea prin pătrundere se caracterizează prin faptul că avansul în lungul axei roții dințate lipsește, iar șeverul se deplasează spre roată radial. La acest procedeu întreaga suprafață a flancului dinților roții este șeveruită simultan. Productivitatea procedeului este de 2...4 ori mai ridicată decât la șeveruirea diagonală.
Roțile dințate cu angrenare interioară se șeveruesc pe mașini speciale sau pe mașini de șeveruit roți cu angrenare exterioară, însă echipate cu un dispozitiv pentru șeveruire interioară. Roțile cu lățimea coroanei dințate interioare mai mare de 20 mm se șeveruesc prin procedeul șeveruirii paralele.
La șeveruirea blocurilor de roți dințate există o deplasare limitată a  șeverului pe direcția axei, de aceea șeveruirea diagonală și tangențială sunt unicele procedee de șeveruire posibile.
Pe mașinile de șeveruit roți dințate este posibilă obținerea dinților cu formă bombată. În acest scop, este necesară o oscilație a mesei mașinii (pe care este montată piesa între vârfuri), în plan vertical. Prin oscilațiile mesei, axa roții dințate de șeveruit se înclină față de axa șeverului și ca urmare la capetele dinților se detașează un strat  mai gros de metal, decât în partea de mijloc a dinților. Astfel se obțin dinți bombați.

## Avantajele șeveruirii
Șeveruirea se folosește pentru mărirea preciziei dinților roților dințate, îndeosebi prin reducerea bătăii radiale a coroanei dințate, micșorarea rugozității suprafețelor pe profilele dinților, micșorarea zgomotului în funcționare. Se micșorează eroarea direcției dintelui și eroarea pasului pe cercul de bază. Parametrul de rugozitate Ra este cuprins între valorile  0,8...2,0 μm.    